# Hodenc-en-Bray
Hodenc-en-Bray é uma comuna francesa na região administrativa de Altos da França, no departamento de Oise. Estende-se por uma área de 9,94 km². Em 2010 a comuna tinha 503 habitantes (densidade: 50,6 hab./km²).